# Lovorikovac
Koordinati:   42°55′41″N, 17°29′06″E
Lovorikovac je majhen nenaseljen otoček v Jadranskem morju. Pripada Hrvaški.
Lovorikovac leži vzhodno od zaliva Sutvid na Pelješčcu. Njegova površina meri 0,061 km². Dolžina obalnega pasu je 1,08 km. Najvišji vrh na otočku doseže višino 22 mnm.